# 주한 미국 대사
주한 미국 대사(駐韓美國大使, 영어: Chief of Mission Ambassador in Korea)는 1883년 5월 20일 취임한 루시어스 푸트 특명전권공사를 전신으로 하는 미국 국무부의 주한 대사관의 수장이다.

## 역대 대사

### 조선 및 대한제국
미국 정부는 1882년에 조선과 조미 수호 통상 조약을 맺은 뒤로 한성부에 외교 사절을 파견했다. 미국 공사관은 한성부에 세워진 최초의 외국 공사관 건물이었다. 1905년 11월 17일에 일본 제국이 을사조약으로 대한제국의 외교권을 박탈하자 에드윈 모건 공사는 공사관을 폐쇄하고 대한제국에서 철수했다.
| 대수 | 대사 | 대사              | 임명            | 취임            | 퇴임             | 임명자            | 임명자            | 비고            | 기타                                           |
| ---- | ---- | ----------------- | --------------- | --------------- | ---------------- | ----------------- | ----------------- | --------------- | ---------------------------------------------- |
| -    |      | 루시어스 푸트     | 1883년 2월 27일 | 1883년 5월 20일 | 1885년 2월 19일  |                   | 체스터 A. 아서    | 특명전권공사    | 공사대리 조지 클레이턴 포크(1885년 1월~1886년) |
| -    |      | 윌리엄 파커       | 1886년 2월 19일 | 1886년 6월 12일 | 1886년 9월 3일   |                   | 그로버 클리블랜드 | 변리공사/총영사 | 공사대리 조지 클레이턴 포크(1886년~1887년)     |
| -    |      | 휴 딘스모어       | 1887년 1월 12일 | 1887년 4월 13일 | 1890년 5월 26일  | 공사              | 그로버 클리블랜드 |                 |                                                |
| -    |      | 어거스틴 허드 2세 | 1890년 1월 30일 | 1890년 5월 26일 | 1893년 6월 27일  |                   | 벤저민 해리슨     | 공사            |                                                |
| -    |      | 존 M. B. 실       | 1894년 1월 12일 | 1894년 4월 30일 | 1897년 9월 13일  |                   | 그로버 클리블랜드 | 공사            |                                                |
| -    |      | 호러스 뉴턴 알렌  | 1897년 7월 17일 | 1897년 9월 13일 | 1901년 10월 1일  |                   | 윌리엄 매킨리     | 공사            |                                                |
| -    |      | 호러스 뉴턴 알렌  | 1901년 6월 17일 | 1901년 10월 1일 | 1905년 6월 9일   | 특명전권공사      | 윌리엄 매킨리     |                 |                                                |
| -    |      | 에드윈 모건       | 1905년 3월 18일 | 1905년 6월 26일 | 1905년 11월 17일 | 시어도어 루스벨트 | 특명전권공사      |                 |                                                |

### 대한민국

존 무초 대사로부터 트루먼의 사진을 증정받는 이승만(1949년 4월 20일)

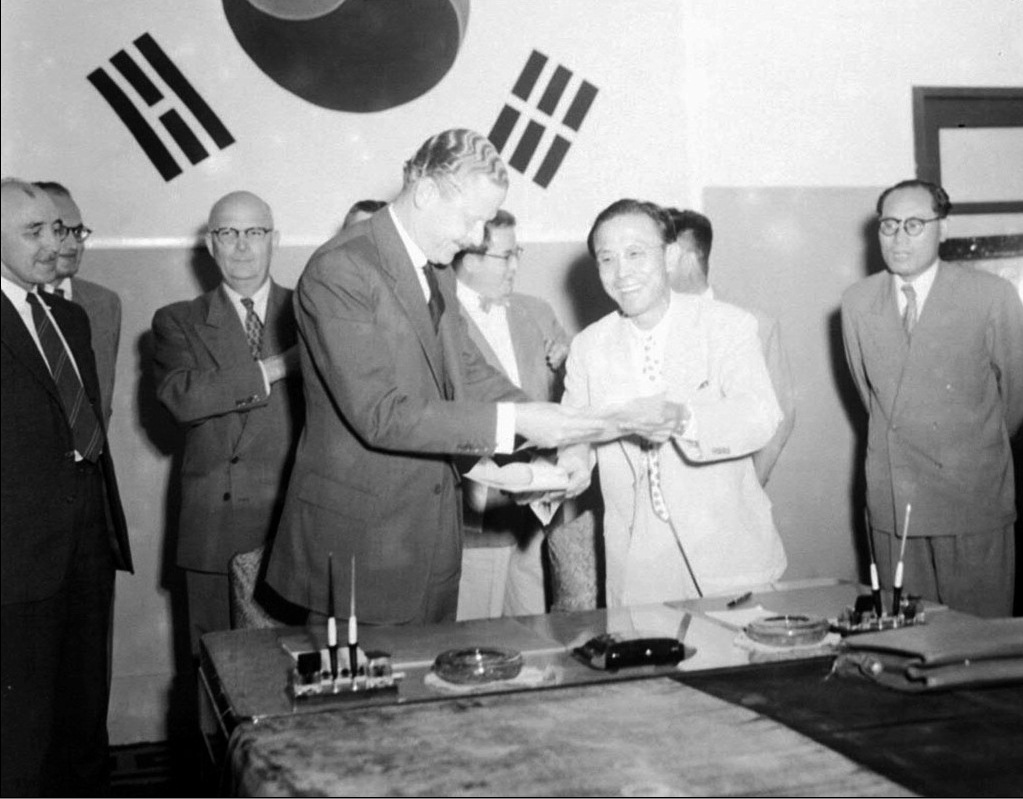
1,500만 달러 규모의 한미원조 조인식에 참석한 유완창 부흥부 장관과 엘리스 O. 브릭스 대사(1955년)

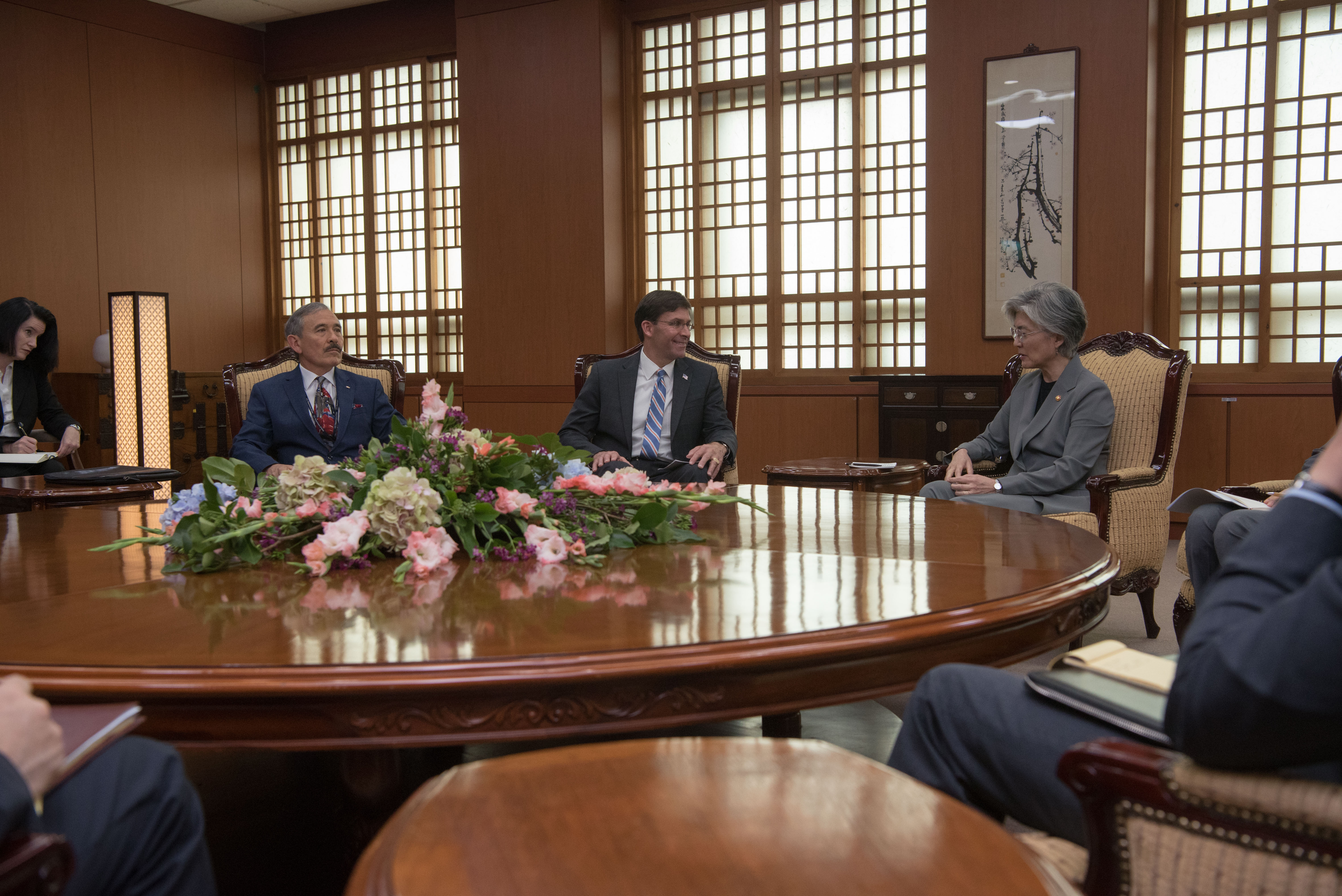
강경화 외교부 장관 및 마크 에스퍼 미국 국방부 장관과 만난 해리 해리스 대사(2019년 8월 9일)

미국 국무부에서 공식적으로 대한민국에 파견한 역대 대사는 다음과 같다. 순서는 공식적으로 대사(Ambassador)라는 직함을 가지면서, 대한민국에 주한 미국 대사를 파견한 1949년을 1대로 계산한다.
1949년 미국 정부는 이미 대한민국에 파견되어 있던 존 무초 특사를 초대 주한 미국 대사로 임명했다. 무초 특사는 대사 임명을 받고 4월 20일 이승만에게 신임장과 해리 S. 트루먼 대통령의 사진을 전달했다. 영국과 프랑스 등 우방의 강대국 대사들로부터도 약식으로 신임장을 받아온 이승만은 미국 대사의 봉정식은 장엄하게 집행하도록 국무회의에서 당부하였다. 이에 따라 국무회의는 이날 무초가 쓰고 있던 반도호텔을 미국 대사관 사무실로 쓸 수 있도록 반도호텔 사무실 증정식도 갖기로 했다. 4월 20일 오전 10시 50분 외무부 의전관의 안내로 나온 무초 대사 및 직원 17명이 분승한 6대의 승용차는 반도호텔 정문 앞에서부터 식장인 중앙청 앞까지 도열한 육해군 의장대의 사열을 받으며 입장했다. 또 경찰 및 군악대의 장엄한 연주로 시작된 이날 신임장 제정식장은 이시영 부통령, 이범석 국무총리, 신익희 국회의장, 김병로 대법원장 및 전 각료들이 참석하여 대대적인 행사로 진행, 다른 외교 사절을 놀라게 하기도 했다. 이날 신임장과 트루먼 대통령의 사진을 무초 대사로부터 전달받은 이승만은 '우리 정부의 수립과 육성에 힘써온 무초 특사가 대사로 승격된 것은 한국이 미국의 명실상부한 맹방으로 진일보한 것'이라고 치하하기도 했다.
| 대수 | 대사 | 대사                     | 임명             | 취임             | 퇴임             | 임명자                         | 임명자                 | 비고                                                            | 기타 |
| ---- | ---- | ------------------------ | ---------------- | ---------------- | ---------------- | ------------------------------ | ---------------------- | --------------------------------------------------------------- | --- |
| 1    |      | 존 무초                  | 1949년 4월 7일   | 1949년 4월 20일  | 1952년 9월 8일   |                                | 해리 S. 트루먼         |                                                                 | 총영사 윌리엄 R. 랭던(1945년 9월 12일~1945년 12월 24일) 총영사 머렐 H. 베닝호프(1945년 12월 24일~1946년 3월 15일) 총영사 윌리엄 R. 랭던(1946년 3월 15일~1948년 9월) 총영사 조지프 제이콥스(1947년 5월~1948년 10월) 총영사 존 무초(1947년 5월~1948년 3월 19일) 대사대리 프란츠 H. 라이트너(1952년 9월 9일~1952년 11월) |
| 2    |      | 엘리스 O. 브릭스         | 1952년 8월 25일  | 1952년 11월 25일 | 1955년 4월 12일  | 1953년 7월 28일 미국 상원 인준 | 해리 S. 트루먼         |                                                                 | |
| 3    |      | 윌리엄 레이시            | 1955년 3월 24일  | 1955년 5월 12일  | 1955년 10월 20일 |                                | 드와이트 D. 아이젠하워 | 1955년 10월 15일 건강 문제로 사임                               | |
| 4    |      | 월터 다울링              | 1956년 5월 29일  | 1956년 7월 14일  | 1959년 10월 2일  |                                | 드와이트 D. 아이젠하워 |                                                                 | |
| 5    |      | 월터 P. 매카너기         | 1959년 10월 5일  | 1959년 12월 17일 | 1961년 4월 12일  | 1960년 1월 21일 미국 상원 인준 | 드와이트 D. 아이젠하워 | 대사대리 마셜 그린(1961년 4월, 1961년 4월 12일~1961년 6월 27일) | |
| 6    |      | 새뮤얼 버거              | 1961년 6월 12일  | 1961년 6월 27일  | 1964년 7월 10일  |                                | 존 F. 케네디           |                                                                 | |
| 7    |      | 윈스럽 브라운            | 1964년 7월 31일  | 1964년 8월 14일  | 1967년 6월 10일  | 린든 B. 존슨                   |                        |                                                                 | |
| 8    |      | 윌리엄 J. 포터           | 1967년 6월 9일   | 1967년 8월 23일  | 1971년 8월 18일  | 린든 B. 존슨                   |                        |                                                                 | |
| 9    |      | 필립 하비브              | 1971년 9월 30일  | 1971년 10월 10일 | 1974년 8월 19일  |                                | 리처드 닉슨            |                                                                 | 대사대리 리처드 에릭슨(1974년 1월, 1974년 8월~1974년 9월) |
| 10   |      | 리처드 스나이더          | 1974년 8월 23일  | 1974년 9월 18일  | 1978년 6월 21일  | 제럴드 포드                    |                        |                                                                 | |
| 11   |      | 윌리엄 글라이스틴 주니어 | 1978년 6월 27일  | 1978년 7월 24일  | 1981년 6월 10일  |                                | 지미 카터              |                                                                 | |
| 12   |      | 리처드 워커              | 1981년 7월 18일  | 1981년 8월 12일  | 1986년 10월 25일 |                                | 로널드 레이건          | 한국 전쟁 참전                                                  | |
| 13   |      | 제임스 릴리              | 1986년 10월 16일 | 1986년 11월 26일 | 1989년 1월 3일   | 한국 전쟁 참전                 | 로널드 레이건          |                                                                 | |
| 14   |      | 도널드 그레그            | 1989년 9월 14일  | 1989년 9월 27일  | 1993년 2월 27일  | 조지 H. W. 부시                |                        | 대사대리 레이먼드 버그하트(1993년 3월~1993년 9월)               | |
| 15   |      | 제임스 레이니            | 1993년 10월 15일 | 1993년 11월 2일  | 1997년 2월 5일   |                                | 빌 클린턴              | 한국 전쟁 참전                                                  | 대사대리 리처드 크리스텐슨(1997년 2월~1997년 11월) |
| 16   |      | 스티븐 보즈워스          | 1997년 10월 24일 | 1997년 12월 15일 | 2001년 2월 10일  |                                | 빌 클린턴              | 대사대리 에번스 리비어(2001년 2월~2001년 9월)                   | |
| 17   |      | 토마스 허버드            | 2001년 8월 3일   | 2001년 9월 12일  | 2004년 4월 17일  |                                | 조지 W. 부시           |                                                                 | |
| 18   |      | 크리스토퍼 힐            | 2004년 5월 12일  | 2004년 9월 1일   | 2005년 4월 12일  |                                | 조지 W. 부시           | 대사대리 마크 민튼 (2005년 4월~2005년 6월)                      | |
| 19   |      | 알렉산더 버시바우        | 2005년 10월 12일 | 2005년 10월 17일 | 2008년 9월 18일  |                                | 조지 W. 부시           |                                                                 | |
| 20   |      | 캐슬린 스티븐스          | 2008년 8월 4일   | 2008년 10월 6일  | 2011년 10월 23일 | 한국 이름 심은경               | 조지 W. 부시           |                                                                 | |
| 21   |      | 성 김                    | 2011년 10월 13일 | 2011년 11월 25일 | 2014년 10월 24일 |                                | 버락 오바마            | 한국 이름 김성용                                                | |
| 22   |      | 마크 리퍼트              | 2014년 5월 1일   | 2014년 11월 21일 | 2017년 1월 20일  |                                | 버락 오바마            | 대사대리 마크 내퍼(2017년 1월 20일~2018년 6월 30일)             | |
| 23   |      | 해리 해리스              | 2018년 5월 23일  | 2018년 7월 7일   | 2021년 1월 20일  |                                | 도널드 트럼프          | 주오스트레일리아 미국 대사 지명자에서 전환 지명                 | 대사대리 로버트 랩슨(2021년 1월 20일~2021년 7월 15일) 대사대리 크리스토퍼 델 코소(2021년 7월 15일~2022년 7월 10일) |
| 24   |      | 필립 골드버그            | 2022년 5월 25일  | 2022년 7월 12일  | 2025년 1월 7일   |                                | 조 바이든              |                                                                 | |
| -    |      | 조지프 윤                | 2025년 1월 10일  | 2025년 1월 21일  |                  |                                | 도널드 트럼프          | 한국 이름 윤여상                                                | 대사대리 |

## 일화

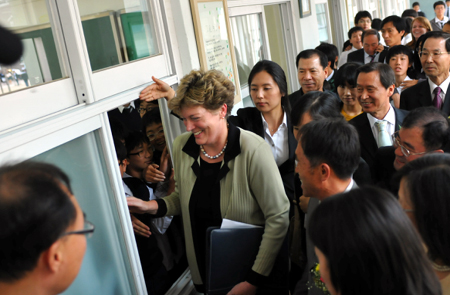
33년 전 원어민 영어 교사로 있었던 예산중학교를 다시 찾은 캐슬린 스티븐스 대사(2008년 10월 8일)

조선민주주의인민공화국과 균형을 맞추기 위해 미국이 파견한 주한미군의 수장으로서, 주한 미국 대사는 한국 현대사와 밀접한 관계를 맺어 왔다. 제8대 대사인 윈스럽 브라운은 브라운 각서의 장본인이고, 제6대 대사인 마셜 그린 대사는 박정희의 5·16 군사 정변을 경험했으며, 윌리엄 글라이스틴 주니어도 1979년 10월 26일 박정희의 저격 사건인 10.26 사건과 전두환의 1980년 12·12 군사 반란을 제1선에서 목격한 장본인이었다.
1973년 이후락의 주도로 김대중 납치 사건이 일어났을 때도 당시 제10대 필립 하비브 대사 등이 개입을 하여 암살을 막았던 적이 있다. 2011년 부임한 제22대 대사인 성 김의 부친은 김대중 납치 사건의 일본 내 총책임자로 알려진 전 주일본 대한민국 공사 김재권이다. 이에 관해 이희호는 성 김의 부임을 앞두고 "(성 김 내정자가 납치 사건) 당시 열세 살 정도였는데 뭘 알았겠나. 연좌제 식으로 보아서는 안 된다."라고 밝혔고, 첫 한국계 미국인 대사가 되는 만큼 한미 관계와 남북 관계가 더 좋아지는 데에 많은 일들을 해주기를 바랄 뿐이라고 말했다.
2008년 부임한 제21대 대사인 캐슬린 스티븐스는 심은경이라는 한국 이름을 가지고 있으며, 미국 평화 봉사단원으로 대한민국을 방문해 1975년부터 2년간 예산중학교에서 원어민 영어 교사로 일을 한 경험이 있다.

### 리퍼트 주한 미국 대사 피습사건
2015년 3월 5일 세종문화회관 세종홀에서 열린 민족화해협력범국민혐의회의 조찬에 참석한 마크 리퍼트 대사가 우리마당의 대표인 김기종 씨에 의해 피습당하였다. 이로 인해 오른쪽 얼굴에 80여 바늘을 꿰매는 등 큰 상처를 입었다. 하지만 곧바로 치료를 받아 생명에 지장은 없었다.

## 같이 보기
- 주한 미국 대사관
- 주한 미국 대사관 부대사
- 한미 관계